# Schweizerischer Versicherungsverband
Der Schweizerische Versicherungsverband (SVV) ist die Dachorganisation der privaten Versicherungswirtschaft der Schweiz.

## Ziele
Der Schweizerische Versicherungsverband SVV vertritt die Interessen der privaten Versicherungsbranche auf nationaler und internationaler Ebene. Den Schweizer Privatversicherern kommt volkswirtschaftlich eine besondere Bedeutung zu. Sie übernehmen finanzielle Risiken von Unternehmen und Privaten und decken diese ab. Damit die Versicherer diese Aufgabe auch künftig wahrnehmen können, engagiert sich der SVV für aus seiner Sicht wirtschaftsverträgliche Rahmenbedingungen.
Der SVV ist insbesondere in folgenden Bereichen tätig:
- Soziale Sicherheit (berufliche Vorsorge, Lebensversicherung, Krankenversicherung, Unfallversicherung)
- Versicherungsrecht und Versicherungsaufsicht
- Wettbewerb und Regulierung
- Wirtschafts- und Steuerpolitik
- Klima und Umwelt
- Prävention
- Bildung

## Mitgliedsgesellschaften
Der Schweizerische Versicherungsverband SVV vertritt die Interessen der privaten Versicherungswirtschaft auf nationaler und internationaler Ebene. Dem Verband gehören rund 70 Mitglieder an, zu denen neben global agierenden Erst- und Rückversicherern auch viele national ausgerichtete und spezialisierte Sach-, Lebens- und Krankenzusatzversicherer zählen. Die Branche gehört zu den produktivsten und wertschöpfungsstärksten Wirtschaftszweigen. Die Privatversicherer beschäftigen in der Schweiz rund 50’000 Mitarbeitende. Mit ihrer Expertise in der Absicherung von Risiken und in der Gefahrenprävention übernehmen sie volkswirtschaftliche Verantwortung: Die Privatversicherer leisten einen bedeutenden Beitrag zur Stabilität des Wirtschaftssystems und zum Wohlstand in der Schweiz. Deshalb engagiert sich der Versicherungsverband für eine nachhaltige Entwicklung der Branche und ihrer Standorte. 

## Struktur
Der SVV ist im Sinne von Art. 60ff. Zivilgesetzbuch in der Rechtsform eines Vereins organisiert. Die Generalversammlung wählt die wichtigsten Funktionsträger. Der Vorstand legt die Verbandsziele und die Strategie fest und überwacht die Tätigkeit der Geschäftsstelle. In Ausschüssen und Kommissionen erarbeiten Mitarbeitende der Mitgliedgesellschaften Lösungen im Interesse der gesamten Versicherungswirtschaft. Die Geschäftsstelle gliedert sich in die drei Ressorts («Rahmenbedingungen», «Versicherungsbranchen» und «Public Affairs und Kommunikation»). Präsidiert wird der SVV von Stefan Mäder, Verwaltungsratspräsident der Mobiliar, Vizepräsidenten sind Patrick Raaflaub, CRO Swiss Re, und Juan Beer, CEO Zurich Schweiz. Die Geschäftsleitung setzt sich aus Urs Arbter, Jean-Philippe Moser, Jan Mühlethaler und Sandra Kurmann zusammen.

## Historische Entwicklung
Die ersten privaten Versicherungsgesellschaften wurden schon im 19. Jahrhundert gegründet. Viele von ihnen sind heute noch am Markt, so die Mobiliar (Gründung 1826), Swiss Life (1857), die Helvetia (1858), die Basler (1863), die Swiss Re (1863) oder die Zürich (1872) (siehe auch Winterthur Group). Die Gründung des «Verbands concessionierter schweizerischer Versicherungs-Gesellschaften» erfolgte im Jahr 1900, beteiligt waren 21 Versicherungsgesellschaften. Aus ihm ist der SVV hervorgegangen.

## Aufsichtsbehörde
Die Mitgliedgesellschaften sind der Aufsicht der Eidgenössischen Finanzmarktaufsicht FINMA unterstellt. Mit dem am 22. Juni 2007 von den eidgenössischen Räten verabschiedeten Bundesgesetz über die Eidgenössische Finanzmarktaufsicht wurden per 1. Januar 2009 das Bundesamt für Privatversicherungen (BPV), die Eidgenössische Bankenkommission (EBK) und die Kontrollstelle für die Bekämpfung der Geldwäscherei (Kst GwG) in der Finma zusammengeführt. Nicht zur Versicherungswirtschaft in diesem Sinne gehören die Krankenkassen mit der obligatorischen Grundversicherung, die Schweizerische Unfallversicherungsanstalt Suva, die kantonalen Gebäudeversicherungen und die autonomen Pensionskassen. Die Finma gewährt den Schutz der Versicherten und wacht insbesondere darüber, dass die Versicherungsgesellschaften jederzeit in der Lage sind, ihren vertraglichen Verpflichtungen nachzukommen.

## Mitgliedschaften
Der SVV ist Mitglied von nationalen und internationalen Verbänden und Organisationen. Als Vertreter der Schweizer Versicherungswirtschaft setzt sich der SVV insbesondere bei economiesuisse, beim Schweizerischen Arbeitgeberverband und bei der Schweizerischen Handelskammer für die Interessen und Anliegen seiner Mitglieder ein. Besonders bedeutend ist die Mitgliedschaft beim europäischen Versicherungsverband Insurance Europe und beim Weltversicherungsverband GFIA.